# Nephtys phasuki
Nephtys phasuki är en ringmaskart som beskrevs av Nateewathana och Hylleberg 1986. Nephtys phasuki ingår i släktet Nephtys och familjen Nephtyidae. Inga underarter finns listade i Catalogue of Life.